# Климакодон
Климако́дон (лат. Climacodon) — род грибов из семейства Мерулиевые (Meruliaceae).

## Описание
Плодовые тела состоят из нескольких подкововидных шляпок или распростёртые. У некоторых видов шляпки располагаются на коротких ножках, обычно же они сидячие, ворсистые, с возрастом иногда теряют опушение, окрашены в белый, розовый или кроваво-красный цвет. Гименофор шиповатый, белого или кроваво-красного цвета, при высыхании буреет. Мякоть белого или розового цвета, довольно мягкая, при высыхании становится деревянистой. Гифальная система мономитическая. Генеративные гифы не вздутые, разветвлённые, с тонкими или толстыми стенками, с септами, у старых грибов с пряжками. Цистиды присутствуют, тонкостенные или толстостенные. Споры эллиптической формы, бесцветные, неамилоидные, нецианофильные. Базидии обычно четырёхспоровые, булавовидной формы.

## Таксономия

### Синонимы
- Donkia Pilát 1936

### Виды
- Climacodon annamensis (Har. & Pat.) Maas Geest., 1974
- Climacodon chlamydocystis Maas Geest., 1971
- Climacodon dubitativus (Lloyd) Ryvarden, 1992
- Climacodon pulcherrimus (Berk. & M.A. Curtis) Nikol., 1961 — Климакодон красивейший
- Climacodon roseomaculatus (Henn. & E. Nyman) Jülich, 1982
- Climacodon sanguineus (Beeli) Maas Geest., 1971
- Climacodon septentrionalis (Fr.) P. Karst., 1881 — Климакодон северный